# ジープ・レネゲード
レネゲード（RENEGADE）は、クライスラーがジープブランドにて、主として北米市場ならびに欧州市場向けに販売するコンパクトクロスオーバーSUVである。開発は親会社であるフィアットと共同で行われた。

## 概要
2008年のデトロイトモーターショーで発表された同名のレンジエクステンダー搭載のコンセプトカーが源流であり、そのデザインテイストを随所に反映させながらチェロキーの下に位置する車種として開発され、2014年3月のジュネーブモーターショーでワールドプレミア。
外観はジープの原点であるウィリスMBの現代版をイメージしてデザインされ、ブランドの伝統に従ってセブンスロットグリルと台形のホイールアーチを採用する一方で、1940年代、米軍がガソリンの運搬に用いたジェリー缶をモチーフにした「X」型のデザインが室内外の至る所に隠されている。
フィアットブランドで販売される500Xは、レネゲードと基本メカニズムの大半を共用する兄弟車であり、ともに欧州、日本市場向けはイタリア・メルフィにあるSATAで生産されるが、レネゲードの北米市場向けは2015年4月に開所したブラジル・ペルナンブーコ州にあるFCAゴイアナ工場ならびにマニエッティ・マレリとグループPSA系列であるフォルシアとの合弁会社「FMMペルナンブーコ・コンポネンテス・オートモーティボス」の2工場で生産される。追って、中国の広州汽車との合弁企業でも生産される予定である。

## メカニズム
プラットフォームは500X同様、GMと共同開発した「GM FIATスモールプラットフォーム」を発展させた「スモールワイド4×4アーキテクチャー」を採用。
エンジンは、ガソリンが「マルチエア」と呼ばれる1.4LのSOHC16バルブターボ（出力特性により欧州向け「マルチエア2」と北米向け「マルチエア」の2種が存在）とチェロキーにも搭載される「タイガーシャーク」と呼ばれる2.4Lの2種、ディーゼルは「マルチジェット」と呼ばれる1.6Lと2.0Lの2種のターボ、ならびに追って投入されたプラグインハイブリッドを市場に応じて使い分けるが、北米市場へはガソリンエンジンのみが投入される。
トランスミッションは6速MT、6速デュアルクラッチトランスミッション、ZF製9速AT（マニュアルモード付）の3種がエンジンと市場に応じて組み合わされるが、日本では、4WDの場合、エンジンの種別に関わらず全て9速ATとなる。米国では、ラチチュードとスポーツに於いて、2WDと6速MTと1.4Lターボエンジンが標準の組み合わせで、4WDもATもオプションであり、4WDと6速MTの組み合わせは可能である。ただし、2.4Lエンジンを選んだ場合は9速ATとの組み合わせのみとなる。パーキングブレーキは全車が電動式を採用する。
駆動方式はFFと4WDがラインナップされるが、500Xともども、4WDシステムの開発はクライスラーが担当している。
4WDは、惰性走行などエンジン負荷が低いときには後輪の駆動力をカットし、一時的にFFとすることで燃費向上に貢献するシステムを採用。なお、この切り替えは運転状況に応じて自動的に行われる。
グレードはチェロキー同様、オンロード志向の「Sport」、「Latitude」もしくは「Longitude」（日本では後者の「Longitude（ロンジチュード）」）、「Limited」と「アクティブドライブロー」採用で悪路走破性を高めた「Trailhawk」の計4種から構成される。

## 日本での販売
2015年7月13日、FCAジャパン（現・Stellantisジャパン）は同年秋に日本市場に導入することを発表し、7月24日-26日に開催されたフジ・ロック・フェスティバル2015では発売前の日本仕様の実車が展示された。
2015年9月1日、日本仕様を発表。グレードはFFが1.4L・マルチエア+6DCT搭載の「Opening Edition」と「Limited」、4WDモデルが2.4L・タイガーシャーク+9AT搭載の「Trailhawk」の計3グレードで構成される（のちに「Opening Edition」と入れ替えで「Longitude（ロンジチュード）」が加わった）。
2016年6月29日、特別仕様車「Jeep Renegade Black Edition」を7月16日から発売すると発表。「Longitude」をベースに、ボディカラー・シート・グリル・アルミホイール等にブラックを採用し、通常ではメーカーオプションでも設定されない「LaneSense（車線逸脱警報プラス）」「前面衝突警報（クラッシュミティゲーション付）」「ブラインドスポットモニター／リアクロスパスディテクション」「Parkview（リアバックアップカメラ）」を特別装備しながら価格を中位グレードの「Limited」よりも約10万安くした。150台の限定。
2017年9月23日、日本での発売2周年を記念した限定車「Renegade 2nd Anniversary Edition」を発売。カラーはアルパインホワイトのみの設定で100台限定。「Longitude」をベースに、通常はアルパインホワイトには設定されないブラックインテリアを採用し、更にスイスのM-CRO社製キックボード「マイクロ・ホワイト・インターロック」をプレゼントとして追加しつつ、価格をベースモデルより税込172,800円安くしている。
2018年6月9日、仕様向上。標準搭載するディスプレイオーディオがApple CarPlayとAndroid Autoに対応したUconnectシステムになり、液晶サイズもロンジチュードは7インチ、リミテッドとトレイルホークはナビ機能付きの8.4インチにそれぞれインチアップ及び機能強化された。ブラインドスポットモニター／リアクロスパスディテクションおよびParkviewリアバックアップカメラの採用モデルを全車に拡大されている他、リミテッドとトレイルホークのボディ設定色を拡大、ロンジチュードとリミテッドのシートデザインも変更された。同時に、ロンジチュードをベースとした限定車「Night Eagle」を発売。2017年6月に発売した「Night Eagle」の第2弾で、ボディカラーはカーボンブラックメタリックとレネゲード初設定となるグラナイトクリスタルメタリックの各100台（計200台）。エクステリアではグロスブラックのリアバンパーディフレクターやフロントフォグランプベゼル、18インチグロスブラックアルミホイール等で精悍さを高めた。また、通常はリミテッド以上の装備になるLaneSense車線逸脱警報プラス、クラッシュミティゲーション（自動ブレーキ）付前面衝突警報、オートヘッドライト、雨量感知機能ワイパー、運転席2ウェイパワーランバーサポート、リバーシブル式高さ調整機能付カーゴフロアで利便性と快適性も向上した。
2018年9月15日、限定車「Matte Green」と「Safety Edition」を発売。「Matte Green」はトレイルホークをベースに、レネゲードでは初となるマットグリーンのボディカラーを採用。通常はオプションとなる地上デジタルTVチューナーを特別装備した。限定は100台。「Safety Edition」はロンジチュードがベースで、上位モデルであるリミテッドに装備されているLaneSense車線逸脱警報プラス、前面衝突警報（クラッシュミティゲーション付）、オートヘッドライト、雨量感知機能ワイパーを装備しつつもベースモデルの1万円高という価格に抑えたモデル。カラーはアルパインホワイトとアンヴィルが80台、オハマオレンジとソーラーイエローが20台の計200台限定。このうちソーラーイエローは、ベースモデルのロンジチュードでは設定が無かったカラーになる。
2019年2月23日、マイナーチェンジ。グレードはこれまで通りの「ロンジチュード」「リミテッド」「トレイルホーク」の3種。上位グレードの「リミテッド」が同日に発売され、「ロンジチュード」「トレイルホーク」は同年5月18日発売。フロントフェイシアの色やデザインが一新され、「リミテッド」「トレイルホーク」のヘッドライトは新設計になりラングラーにインスピレーションを得た意匠に変更され、ハイ・ロー・フォグランプの全てがLED化された。ホイールデザインも一新し、パワートレインには1.4l直列4気筒マルチエア2エンジンを新たに採用した（トレイルホークはハイチューン仕様）。他には、ドアミラーにオート格納機能が追加されたほか、オーディオナビゲーションシステムのUconnectには、地上デジタルTVチューナーが標準装備された。
2019年6月15日、限定車「Night Eagle」を発売。マイナーチェンジ後初となる限定車でシリーズ第3弾。ロンジチュードをベースに前回同様フロントグリル、リアバンパーディフレクター、テールランプベゼル、フロントのJeepバッジ、18インチアルミホイールをグロスブラックで統一し、内装にもグロスブラックのアクセントを施し、ソフトタッチ素材のドア内張り、革巻きステアリングホイール、オートヘッドライト、雨量感知機能ワイパーを特別装備した。限定はカーボンブラックメタリックが245台、スティンググレーC/Cが165台の計410台。
2019年7月25日、限定車「BIKINI Edition」を発売。リミテッドをベースに、初採用となるターコイズブルーの専用ボディカラー「BIKINI」のカラーでまとめ、19インチアルミホイール（235/45R19 3シーズンタイヤ）とBIKINIロゴ入りラゲッジフルカバー、老舗アウトドアブランド「ogawa」とのコラボレーションによるBIKINIロゴ入りカーサイドタープを特別装備した。限定は100台。なお、ラングラーにも同様のコンセプト、カラーで「Wrangler Unlimited BIKINI Edition」が同日に発売された。
2020年5月9日、限定車「Night Eagle」を発売。今回はレネゲードだけでなくコンパスとチェロキーにも設定される。レネゲードはシリーズ第4弾で、ロンジチュードをベースに前回同様フロントグリル、リアバンパーディフレクター、テールランプベゼル、フロントのJeepバッジ、18インチアルミホイールをグロスブラックで統一し、内装にはピアノブラックのアクセントが追加されている。これに加え、ロンジチュードで設定がないオートヘッドライトおよび雨量感知機能ワイパーを追加した。限定はレネゲード初設定となるスレートブルーP/Cとアルパインホワイトの各100台。
2020年11月28日、プラグインハイブリッド車のレネゲード4xeを発売。4xeはフォー・バイ・イーと読む。グレードはリミテッドとトレイルホークの2種。1.3lエンジンに電気モーター2基、6速オートマチック、リチウムイオン電池を組み合わせたもので、モーターのみで最長48kmの走行を可能にした。また、燃費もジープの車種では一番長い17.3km/l（リミテッド）、16.0km/l（トレイルホーク、いずれもWLTCモード）となっている。パワーは、リミテッドが191ps、トレイルホークが239ps。また、11月2日よりジープ全車種（同日前に発売された限定車は除く）で3年間フリーメンテナンス等が付帯した新オーナーロイヤリティプログラム「Jeep Wave」が開始された。
2021年2月11日、Jeep誕生80周年を記念した「80th Anniversary Edition」を発売。ラングラー、ラングラー・アンリミテッド、チェロキーにも同時設定される。リミテッドをベースにダークグレーグリル、エクステリアバッジ、グラナイトアクセント付18インチアルミホイール、初代Jeep Willysのタグ付きレザーシート、80thアニバーサリータグ付フロアマット、デュアルペインパノラミックサンルーフ、80thアニバーサリーインストルメントパネルバッジ、グロスブラック・ステアリングホイールベゼル、ブラックヘッドライナーを特別装備した。限定はグラナイトクリスタルメタリックC/Cが10台、スティンググレーC/Cが100台、カーボンブラックメタリックC/Cが90台、限定車「BIKINI Edition」で採用されたビキニメタリックC/Cが50台の計250台。
2021年9月18日、限定車「Night Eagle」を発売。シリーズ第5弾で、ロンジチュードをベースにグロスブラックのエクステリア、ブラックとグラナイト仕上げのJeepバッジとRenegadeバッジ、インテリアにはグロスブラックのアクセントをあしらい、リバーシブル高さ調整機能付カーゴフロアを採用。これに加え、ロンジチュードで設定がないオートヘッドライトおよび雨量感知機能ワイパーを追加した。限定はスレートブルーP/Cが200台、新色のグラファイトグレーが150台。
2022年7月9日、限定車「Upland 4xe」を発売。「リミテッド4xe」をベースに、サステナビリティと高いデザイン性の融合を図ったもので、シートには海洋廃棄物からリサイクルされたSEAQUALの専用糸を用いた、エコファブリックシートを採用（フロントにはJeep刺繍入り）。ボディカラーは、専用色のアズーマッターメタリックにブラックルーフ仕上げ。また、エンジンフードに専用デカールをあしらい、同デカールと前席ドアのレネゲードエンブレムの下に「THERE IS ONLY ONE EARTH」デカールを追加。専用フロントグリルにはブロンズのアクセントを配し、アルミホイールとドアミラーはグロスブラック仕上げとした。また、購入して登録した人にはオレゴン州ポートランドのライフスタイルアウトドアブランド、POLeR社とコラボしたサステナブルキャンプチェア2脚（専用ケース付き）とソフトマルチコンテナがプレゼントされる。限定は200台。
2022年7月23日、特別仕様車「Night Eagle」を発売。シリーズ第6弾で、ロンジチュードをベースにグロスブラックのエクステリア（ドアミラー、アルミホイール）、ブラックJeepバッジとグラナイト仕上げのRenegadeバッジ、インテリアには随所にグロスブラックのアクセントをあしらい、これに加えシルバーステッチファブリックシートとリバーシブル高さ調整機能付カーゴフロアを特別装備した。カラーはスティンググレーC/CとアルパインホワイトC/Cの2色。
2023年9月16日、限定車「Renegade X」を発売。「リミテッド」をベースに、エクステリアをソーラーイエローとブラックルーフのツートンカラーに仕立てた。契約者には限定車「Upland 4xe」の時にもコラボレーションしたPOLeR社のJeep、Renegade、POLeRロゴ入りアドベンチャーワゴン（非売品）がプレゼントされる。
2024年6月8日、限定車「Freedom Edition」を発売。LimitedをベースにドライブレコーダーおよびJeep Duckをモチーフとした専用フロアマット、ラゲージフルカバー、テールゲートデカールを装備しつつ価格をLimitedと同額に抑えた。限定は186台で、カラーはブラックC/C（45台）、アルパインホワイトC/C（110台）、グラファイトグレーC/C（31台）の3色。
2025年7月5日、ジープ初のマイルドハイブリッド車となる「Renegade e-Hybrid」を発売。新開発の1.5l4気筒直噴ターボエンジン（131ps・240Nm）に48Vモーター（20PS・55Nm）を内蔵した7速DCTを組み合わせたハイブリッドシステムを採用すると共に、Uconnect 5対応の10.1インチタッチパネルモニターの採用などエクステリアおよびインテリアも従来車より変更が行われている。グレードは「Altitude」のみで、ボディカラーは従来のブラックC/C、アルパインホワイトC/C、グラファイトグレーC/C、スレートブルーC/C（有料色）に加えてソーラーイエローC/Cが新たに設定された。

## 車名
英語で「反逆者」を意味する。
車名はかつてCJ-7やラングラー、KJ型チェロキーなどで使用されたグレード名をそのまま転用しているが、その理由は「全く新しいフレームや技術で造られたものに伝統の名をつけることで、新世代のジープを物語ることが出来るから」である。